# Propebela concinnula
Propebela concinnula är en snäckart som först beskrevs av Addison Emery Verrill 1882.  Propebela concinnula ingår i släktet Propebela och familjen kägelsnäckor. Inga underarter finns listade i Catalogue of Life.